# Eduardo Macchiavelli
Eduardo Macchiavelli (Buenos Aires, 27 de diciembre de 1964) es un contador público y político argentino. Se desempeña como secretario de Asuntos Estratégicos de la Ciudad Autónoma de Buenos Aires y como secretario general de Propuesta Republicana (PRO) a nivel nacional.

## Biografía
Eduardo Macchiavelli estudió para ser contador público nacional en la Universidad de Belgrano y luego realizó un magíster en Administración de Empresas en el Centro de Estudios Macroeconómicos de Argentina.
En el 2004 comenzó su camino en la función pública en la Legislatura Porteña como director general Financiero Contable.
Con la llegada de Mauricio Macri al gobierno de la Ciudad de Buenos Aires, Macchiavelli asumió el cargo de Subsecretario de Control de Gestión. Más tarde, a partir del 2009, estuvo a cargo de la Secretaría de Gestión Comunal y Atención Ciudadana.
Cuando Horacio Rodríguez Larreta asumió como Jefe de Gobierno de la Ciudad de Buenos Aires en diciembre de 2015, Eduardo juró como Ministro de Ambiente y Espacio Público. Entres sus funciones estuvo Planificar e instrumentar políticas destinadas a mejorar y preservar la calidad ambiental de la Ciudad Autónoma de Buenos Aires. Reconocer y garantizar el cuidado del ambiente como patrimonio común de todos los ciudadanos. Desarrollar el planeamiento y gestión del ambiente urbano integrado a las políticas de desarrollo económico, social y cultural. 
En 2019 con el recambio de dirigencia realizado por Larreta para su segundo mandato como jefe de gobierno, Macchiavelli dejó de ser ministro para jurar como secretario de ambiente. En su lugar juró Clara Muzzio como Ministra de Espacio Público e Higiene Urbana.
En marzo de 2020, tras la derrota electoral de Mauricio Macri para la presidencia, el PRO se reestructuró y Humberto Schiavoni dejó de ser el presidente del partido luego de ocho años. En su lugar asumió Patricia Bullrich como presidente del partido que gobernó argentina durante el periodo 2015-2019. Macchiavelli fue designado como secretario general del partido a nivel nacional, siendo el hombre de Larreta en el armado partidario.
Luego de las elecciones legislativas de 2021, Macchiavelli dejó de ser secretario de ambiente, siendo sucedido por la radical Inés Gorbea, mano derecha del socio de Larreta, Martín Lousteau.
En enero de 2022 Macchiavelli fue designado como secretario de asuntos estratégicos de la Ciudad de Buenos Aires sucediendo a Marisa Bircher. Dicho cargo le fue asignado para trabajar en la construcción del proyecto presidencial del alcalde de la capital argentina.